# Gasteracantha panisicca
Gasteracantha panisicca là một loài nhện trong họ Araneidae.
Loài này thuộc chi Gasteracantha. Gasteracantha panisicca được Arthur Gardiner Butler miêu tả năm 1873.